# Plitvička Jezera
Plitvička Jezera [ˈplitʋitʃka jezˈera] (deutsch Plitvicer Seen) ist eine Gemeinde in Kroatien, die zahlreiche kleinere Ortschaften, sowie den Nationalpark Plitvicer Seen umfasst. Die Gemeinde Plitvička Jezera befindet sich in Zentralkroatien in der Gespanschaft Lika-Senj an der wichtigen Nationalstraße 1, die von Karlovac nach Zadar am Adriatischen Meer führt.
Die Gemeinde Plitvička jezera war im ehemaligen Jugoslawien der Gemeinde Korenica unterstellt (zu der auch die Gemeinde Udbina gehörte). Seit 1997 ist Korenica keine eigenständige Gemeinde mehr, sondern Sitz der zusammengelegten Gemeinde Plitvička jezera.

## Ortschaften
Die Gemeinde Plitvička Jezera umfasst folgende Ortschaften:
- Čujića Krčevina
- Jezerce
- Končarev Kraj
- Korana
- Korenica (Sitz der Gemeinde)
- Plitvica Selo (deut. Plitvica-Dorf)
- Plitvički Ljeskovac
- Poljanak
- Prijeboj
- Rastovača
- Sertić Poljana
- Smoljanac